# Choerades frommeri
Choerades frommeri là một loài ruồi trong họ Asilidae. Choerades frommeri được Joseph & Parui miêu tả năm 1981.